# Salma (1985)
Salma ist ein mit Gesangs- und Tanzeinlagen angereichertes Filmdrama des indischen Regisseurs Ramanand Sagar aus dem Jahr 1985.

## Handlung
Nawabzada Aslam ist der einzige Sohn einer wohlhabenden Familie in Lucknow im Nordosten Indiens. Er lebt im Haus seines Vaters Nawab Bakar Ali, eines erfolgreichen, konservativen Geschäftsmannes. Seine Eltern planen für ihn eine Heirat mit Mumtaz, einer Cousine Aslams, die längere Zeit im Ausland lebte und vor kurzem nach Lucknow zurückgekehrt ist. Aslam verliebt sich aber in Salma Banarasi, eine Sängerin und Tänzerin, die von seinen Eltern als nicht standesgemäß abgelehnt wird. Als Aslam auf seiner Liebe zu Salma beharrt, schießt sein Vater Bakar im Rahmen eines Wutanfalls auf ihn und verletzt ihn schwer. Während Aslam sich nach einer Notoperation im Krankenhaus erholt, sucht seine Mutter Salma auf und redet ihr erfolgreich ein, dass ein Festhalten an der Beziehung sowohl Aslam als auch seine gesamte Familie nachhaltig ins Unglück stürzen würde. Salma beschließt deshalb, auf ihren Geliebten und damit auf ihr eigenes Glück zu verzichten, um ihm ein sorgenfreies Leben zu ermöglichen. Um Aslan von ihrer Liebe abzubringen, spielt sie ihm eine Affäre mit seinem besten Freund Iqbal vor. Der verärgerte Aslam sagt sich von Salma los und stimmt der Heirat mit Mumtaz zu. Um Salma zu demütigen, engagiert er sie, auf der Hochzeit mit Mumtaz zu tanzen und zu singen. Salma stimmt zu. Kurz vor der Hochzeit erleidet sie eine Vergiftung, die gemäß dem konsultierten Arzt zum Tode führen würde, wenn sie nochmals sänge; um Aslam noch ein letztes Mal zu sehen, entschließt sie sich dennoch zu ihrem geplanten Auftritt. Aslam stellt unmittelbar vor der Hochzeit Iqbal wegen der vermeintlichen Affäre zur Rede und erfährt, dass diese nur inszeniert war, dass Salma ihn immer noch liebt und dass sie nie wieder singen dürfe. Er eilt zur begonnenen Hochzeitszeremonie, kommt jedoch zu spät: Salma hat ihren Hochzeitstanz und -Gesang bereits begonnen. Am Ende ihres Liedes sinkt sie tot zu Boden; Aslam stirbt daraufhin vor Gram und sinkt tot auf Salmas Leiche nieder.

## Entstehungsgeschichte
Vorbild für Regisseur Sagar war das pakistanische Filmdrama Anjuman aus dem Jahr 1970. Salma war Sagars letzter Kinofilm, danach drehte er nur noch für das Fernsehen und war als Produzent tätig. Komponist Bappi Lahiri zeichnete für die Musik weiterer Bollywood-Klassiker der 1980er-Jahre wie Disco Dancer verantwortlich und gewann 1985 für den Film Sharaabi den Filmfare Award in der Kategorie „Best Music Director“. Ein Titel des Soundtracks von Salma, Zindagi Tere Dar Pe Fanaa, wurde von Hauptdarstellerin Salma Agha eingesungen.

## Kritik
Gregory David Booth, Professor der Musikwissenschaften an der University of Auckland, sieht in der Rolle der Salma eine Anlehnung an die tawaif, nordindische Kurtisanen im 18. und 19. Jahrhundert, deren Rolle der japanischer Geishas vergleichbar war.